# 盖草灵
盖草灵（缩写QPE）是一种有机化合物，化学式为C
17H
13ClN
2O
4，属于氯苯氧基類除草劑，能作为乙醯輔酶A羧化酶抑制剂。